# Kansas City Kings 1976-1977
La stagione 1976-77 dei Kansas City Kings fu la 28ª nella NBA per la franchigia.
I Kansas City Kings arrivarono quarti nella Midwest Division con un record di 40-42, non qualificandosi per i play-off.

## Roster
| N° | Naz.                   | Ruolo | Sportivo           | Anno | Alt. | Peso |
| -- | ---------------------- | ----- | ------------------ | ---- | ---- | ---- |
| 11 | Stati Uniti (bandiera) | GA    | Bob Bigelow        | 1953 | 201  | 98   |
| 14 | Stati Uniti (bandiera) | G     | Brian Taylor       | 1951 | 188  | 84   |
| 15 | Stati Uniti (bandiera) | GA    | Scott Wedman       | 1952 | 201  | 98   |
| 20 | Stati Uniti (bandiera) | G     | Andre McCarter     | 1953 | 191  | 86   |
| 24 | Stati Uniti (bandiera) | GA    | Ron Boone          | 1946 | 188  | 91   |
| 25 | Stati Uniti (bandiera) | C     | Jim Eakins         | 1946 | 211  | 98   |
| 31 | Stati Uniti (bandiera) | AC    | Richard Washington | 1955 | 211  | 100  |
| 33 | Stati Uniti (bandiera) | A     | Ollie Johnson      | 1949 | 198  | 91   |
| 34 | Stati Uniti (bandiera) | G     | Mike Barr          | 1950 | 191  | 82   |
| 35 | Stati Uniti (bandiera) | G     | Glenn Hansen       | 1952 | 193  | 93   |
| 44 | Stati Uniti (bandiera) | C     | Sam Lacey          | 1948 | 208  | 107  |
| 52 | Stati Uniti (bandiera) | A     | Bill Robinzine     | 1953 | 201  | 104  |

## Staff tecnico
- Allenatore: Phil Johnson
- Vice-allenatore: Dan Sparks
- Preparatore atletico: Bill Jones